# Frédérique Lardet
Frédérique Lardet (ur. 1 września 1966 w Annecy) – francuska polityk reprezentująca partię La République En Marche!. W wyborach parlamentarnych czerwcu 2017 została wybrana do francuskiego Zgromadzenia Narodowego, reprezentuje departament Haute-Savoie.